# آرثر بريل
آرثر بريل هو سياسي ألماني، ولد في 22 يناير 1883 في غروجونتس في بولندا، وتوفي في 19 سبتمبر 1956 في Buch (Berlin) ‏ في ألمانيا. نشط حزبياً في الحزب الديمقراطي الاجتماعي الألماني.